# I Dinastia del País de la Mar
La I Dinastia del País de la Mar o II Dinastia de Babilònia (encara que realment no governava Babilònia, que estava en possessió dels amorrites) va regnar entre els anys 1732 aC i 1460 aC. Es coneixen per una llista de reis que es basa en les breus mencions que en fan les cròniques A i B de la Llista dels reis de Babilònia i també a la Crònica Sincrònica dels reis d'Assíria, que els mencionen.
Prenia el nom del País de la Mar, un territori situat a la part sud de Mesopotàmia que es va independitzar de Babilònia cap a l'any 1735 aC. Estava situat en una zona pantanosa que es va anar estenent cap al sud entre les desembocadures del Tigris i de l'Eufrates, una regió que en part va portar més endavant el nom de Caldea. Els reis d'aquesta dinastia es deien descendents dels reis d'Isin, i el tercer rei de la Dinastia del País de la Mar, Damiq-ilishu, portava el títol d'últim rei d'Isin. Els reis tenien noms accadis i parlaven la llengua accàdia. Se sap que el seu govern va arribar a dominar Babilònia. Durant l'Imperi Neobabilònic també va governar una Dinastia caldea o del País de la Mar.

## La llista tradicional dels reis[2]
| Monarca         | Inici del regnat | Final del regnat |
| Iluma-Ilu       | 1720 a. C.       |                  |
| Itti-Ili-nibi   |                  |                  |
| Damiq-ilishu    |                  |                  |
| Ishkibal        |                  |                  |
| Shushi          |                  |                  |
| Gulkishar       |                  |                  |
| Peshgaldaramash |                  |                  |
| Adarakalama     |                  |                  |
| Akurduana       |                  |                  |
| Malamkurkura    |                  |                  |
| Ea-gamil        |                  | 1460 a. C.       |

Hi ha una Llista de reis addicional que dona lectures fragmentàries d'aquesta llista. La Llista A suma els anys de regnat i diu que aquesta dinastia va regnar durant 368 anys. La Crònica Sincrònica comença la llista amb Damiq-ilishu i inclou un rei addicional entre Gulkishar i Peshgaldaramash, mDIŠ-U-EN (de lectura desconeguda). Les fonts que parlen d'aquesta dinastia són molt escasses, i no es pot fixar en quins anys
van iniciar el seu regnat ni quina durada va tenir.